# Томика
Томика (яп. 富加町 Томика-тё:) — посёлок в Японии, находящийся в уезде Камо префектуры Гифу. Площадь посёлка составляет 16,82 км², население — 5561 человек (1 июля 2014), плотность населения — 330,62 чел./км².

## Географическое положение
Посёлок расположен на острове Хонсю в префектуре Гифу региона Тюбу. С ним граничат города Секи, Минокамо.

## Население
Население посёлка составляет 5561 человек (1 июля 2014), а плотность — 330,62 чел./км². Изменение численности населения с 1980 по 2005 годы:
| 1980 | 5635 чел. |  |
| 1985 | 5816 чел. |  |
| 1990 | 5898 чел. |  |
| 1995 | 5853 чел. |  |
| 2000 | 5835 чел. |  |
| 2005 | 5710 чел. |  |